# Albissola Marina
Albissola Marina (A Moenn-a d'Arbisseua en langue ligurienne) est une commune italienne d'environ 5 700 habitants située dans la province de Savone, dans la région Ligurie, dans le Nord-Ouest de l'Italie.

## Culture
Le village d'Albisola est un des principaux centres de la céramique italienne. De nombreux artistes y ont travaillé.

### Sport
La ville dispose de plusieurs installations sportives, parmi lesquelles le Stade communal de Faraggiana, qui accueille la principale équipe de football de la ville, l'Albissola 2010.

## Administration
| Période                                  | Période | Identité | Étiquette | Qualité |
| ---------------------------------------- | ------- | -------- | --------- | ------- |
|                                          |         |          |           |         |
| Les données manquantes sont à compléter. |         |          |           |         |

### Communes limitrophes
Albisola Superiore, Savone.